# Bistum Bukoba
Das Bistum Bukoba (lat.: Dioecesis Bukobaënsis) ist eine in Tansania gelegene römisch-katholische Diözese mit Sitz in Bukoba.

## Geschichte
Aus Gebietsabtretungen des Apostolischen Vikariates Bukoba errichtete Papst Pius XII. am 13. Dezember 1951 mit der Apostolischen Konstitution Ob divinitus das Apostolische Vikariat Kagera Inferiore.
Am 25. März 1953 wurde das Apostolische Vikariat Kagera Inferiore durch Papst Pius XII. mit der Apostolischen Konstitution Quemadmodum ad Nos zum Bistum erhoben und in Bistum Rutabo umbenannt. Es wurde dem Erzbistum Tabora als Suffraganbistum unterstellt. Das Bistum Rutabo wurde am 21. Juni 1960 in Bistum Bukoba umbenannt. Das Bistum Bukoba wurde am 18. November 1987 dem Erzbistum Mwanza als Suffraganbistum unterstellt.
Der Name Rutabo wird seit 2009 als Titularbistum geführt.

## Ordinarien

### Apostolische Vikare von Kagera Inferiore
- Laurean Rugambwa, 1951–1953

### Bischöfe von Rutabo
- Laurean Kardinal Rugambwa, 1953–1960

### Bischöfe von Bukoba
- Laurean Kardinal Rugambwa, 1960–1968, dann Erzbischof von Daressalam
- Placidus Gervasius Nkalanga OSB, 1969–1973
- Nestorius Timanywa, 1973–2013
- Desiderius Rwoma, 2013–2022
- Jovitus Francis Mwijage, seit 2023